# Tobogán

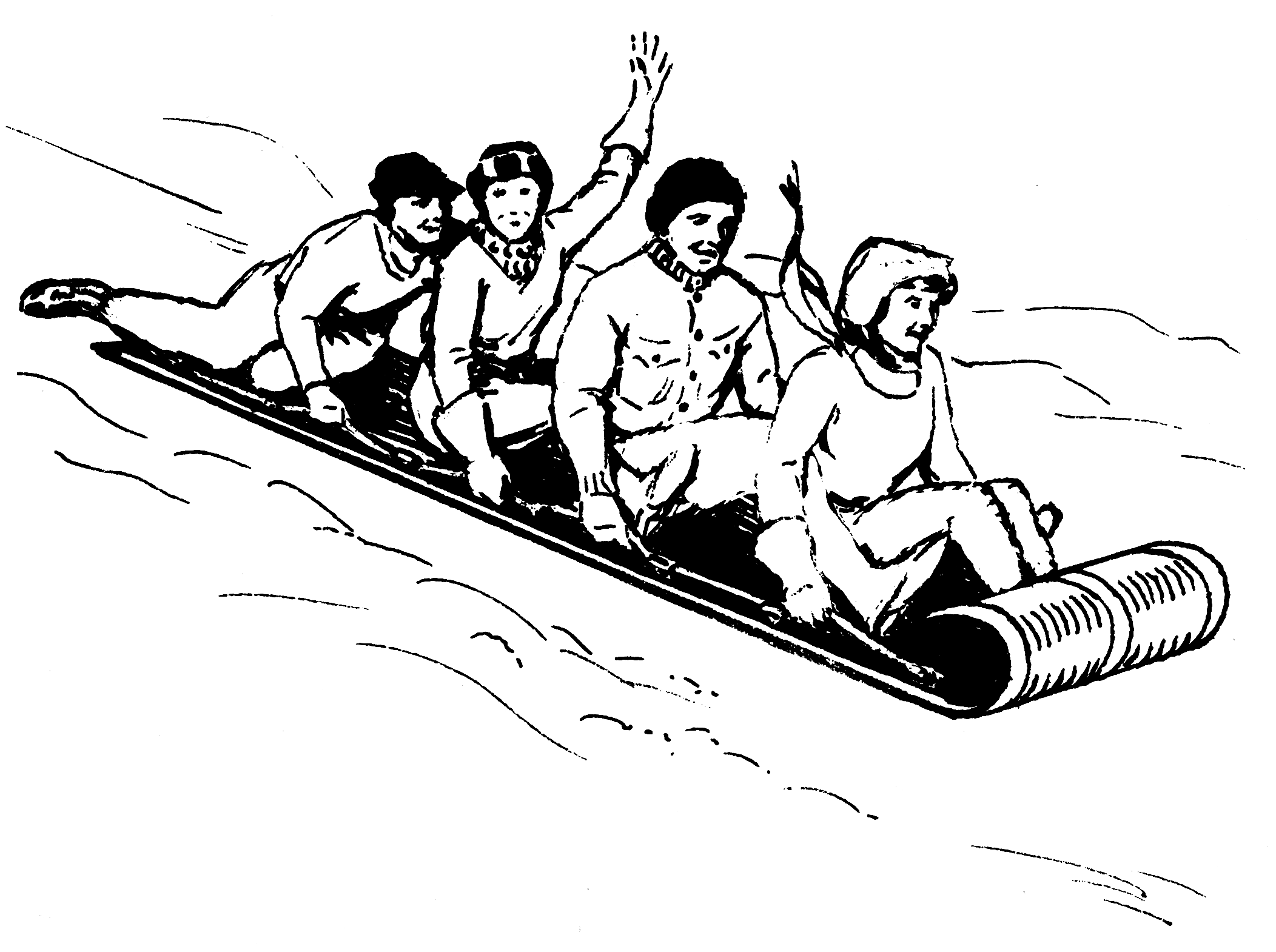
A tobogán mint téli sporteszköz

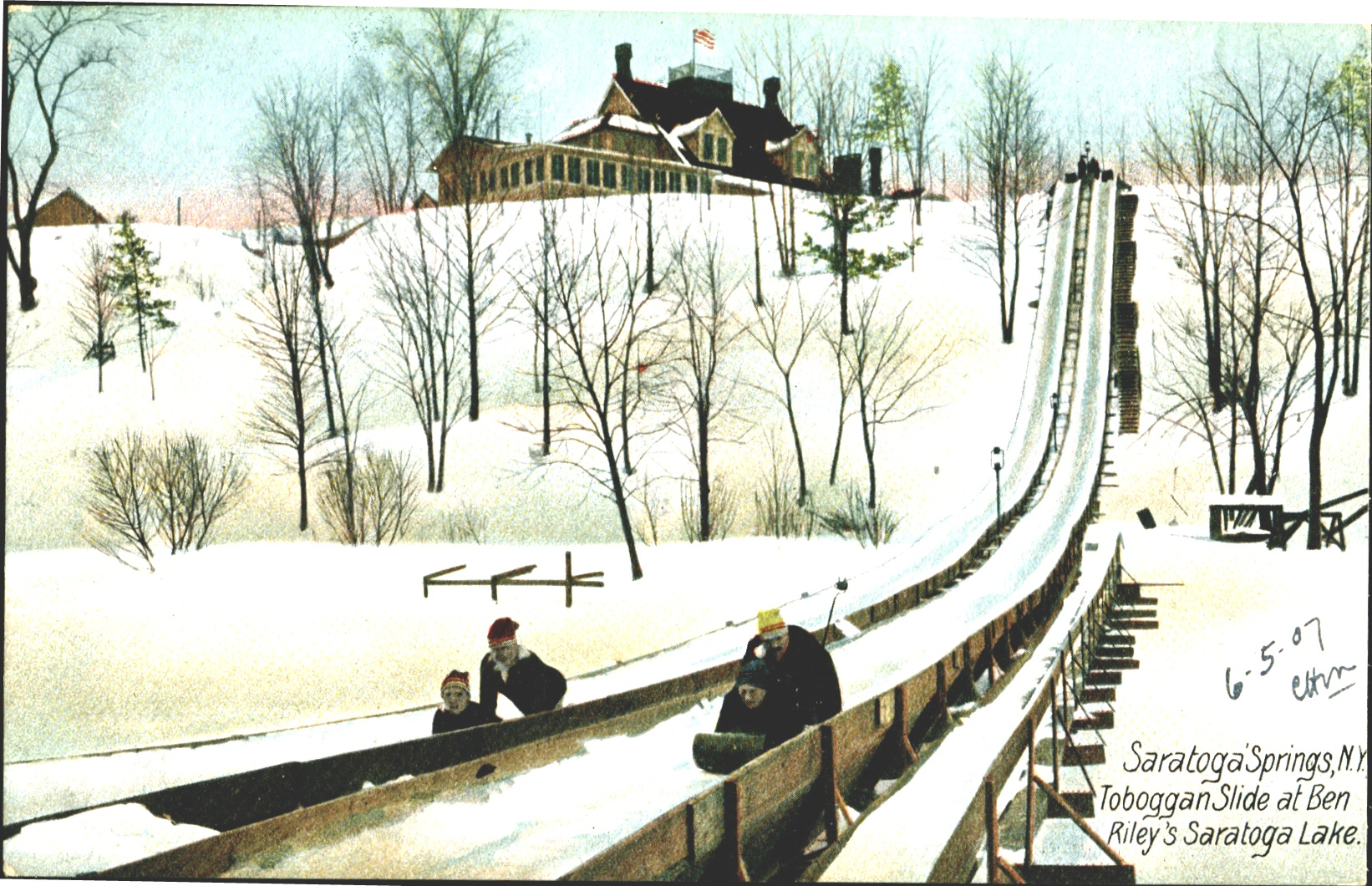
Tobogán-csúszda Saratoga Springsben, képeslap 1907-ből

A tobogán egy szánkóhoz hasonló téli sporteszköz.

## Története
- észak-amerikai, főként kanadai indiánok régóta használják.

## Külső hivatkozás
- 2010-es magyar cikk